# Polymixia lowei
El chivato o cola de Maguey -en México- (Polymixia lowei) es una especie de pez marino de la familia polimíxidos. Tiene un cierto interés pesquero, aunque su pesca tienen una importancia comercial menor.

## Anatomía
Se ha descrito una captura de 20 cm de longitud, pero la talla máxima normal parece ser de 15 cm. En la aleta dorsal posee seis espinas y alrededor de 30 radios blandos, mientras que en la aleta anal tiene cuatro espinas y 15 radios blandos; la punta del hocico se proyecta más allá de la mandíbula superior. Cabeza redondeada y cuerpo alargado, de un color gris azulado.

## Distribución y hábitat
Se distribuye por la costa oeste del océano Atlántico, desde Canadá al norte hasta la Brasil al sur, incluyendo el Golfo de México y el mar Caribe, desde los 41º de latitud norte a los 4º norte.
Es una especie marina batipelágica y demersal sobre fondos arenosos, que se puede encontrar entre los 50 y 600 metros de profundidad pero que normalmente habita entre 150 y 600 metros. Se alimenta de zooplancton.